# 2066 Palala
2066 Palala (1934 LB) là một tiểu hành tinh vành đai chính được phát hiện ngày 4 tháng 6 năm 1934 bởi C. Jackson ở Johannesburg.